# Musée des Collections impériales

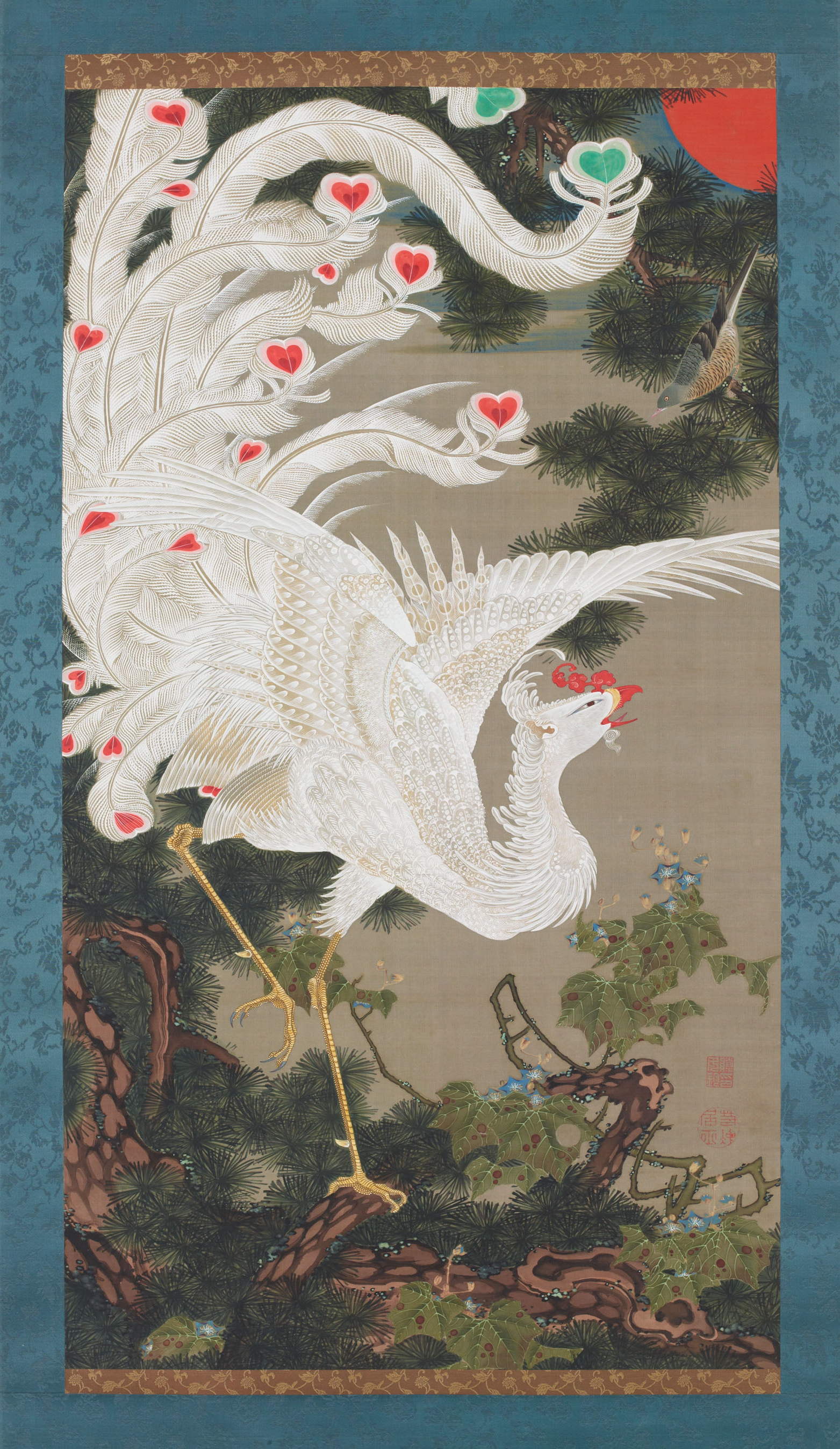
Phénix blanc sur un vieux pin du royaume coloré des vivants, Itō Jakuchū (période Edo).

Le musée des Collections impériales (三の丸尚蔵館, Sannomaru-shōzōkan) est situé dans les jardins du palais impérial de Tokyo. Il présente des expositions temporaires d'une partie des trésors de la maison impériale.

## Galerie

Lions chinois, Kanō Eitoku (XVIe siècle).
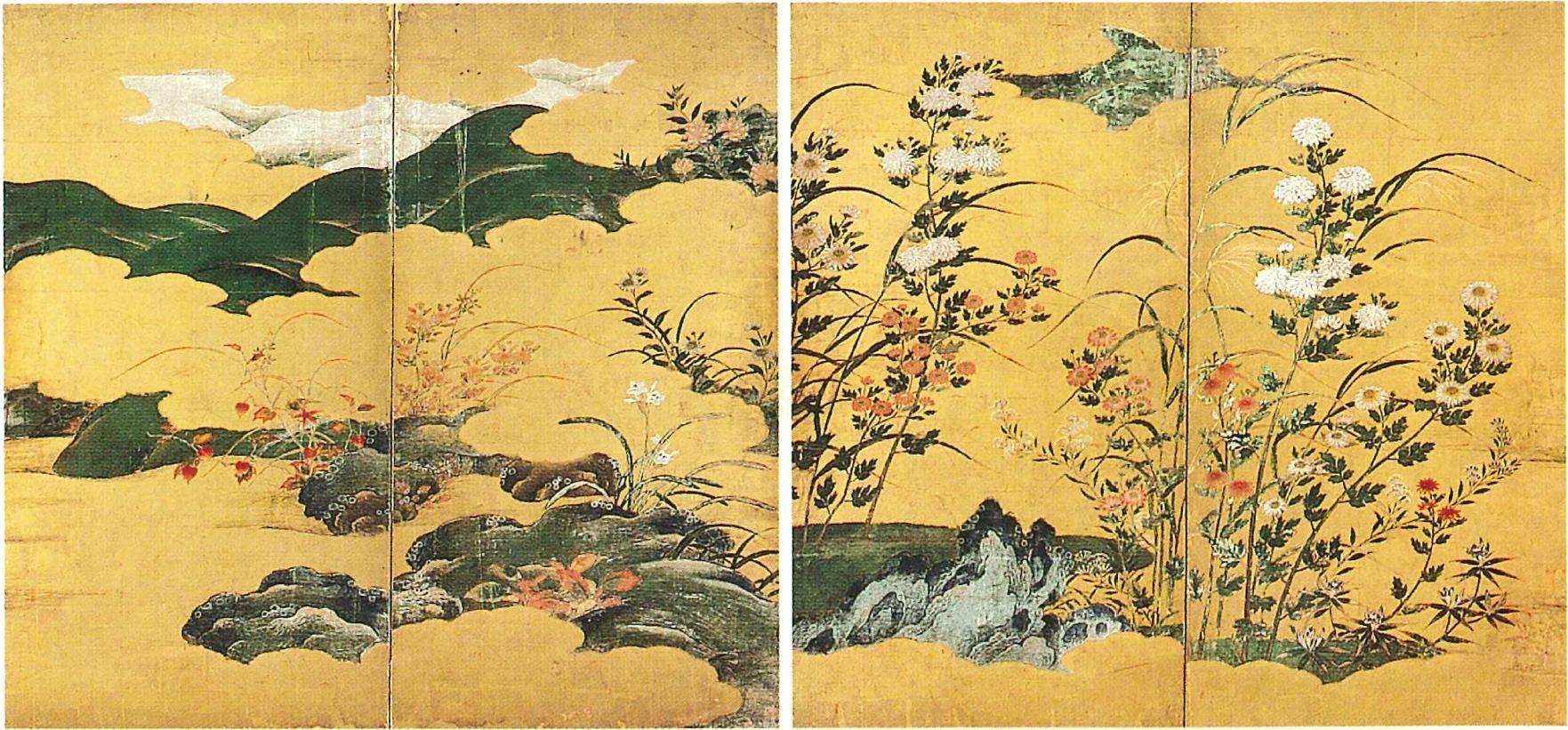
Paravent en deux panneaux, couleur et or sur papier, attribué à Kanō Eitoku (époque Azuchi Momoyama, XVIe et XVIIe siècles).
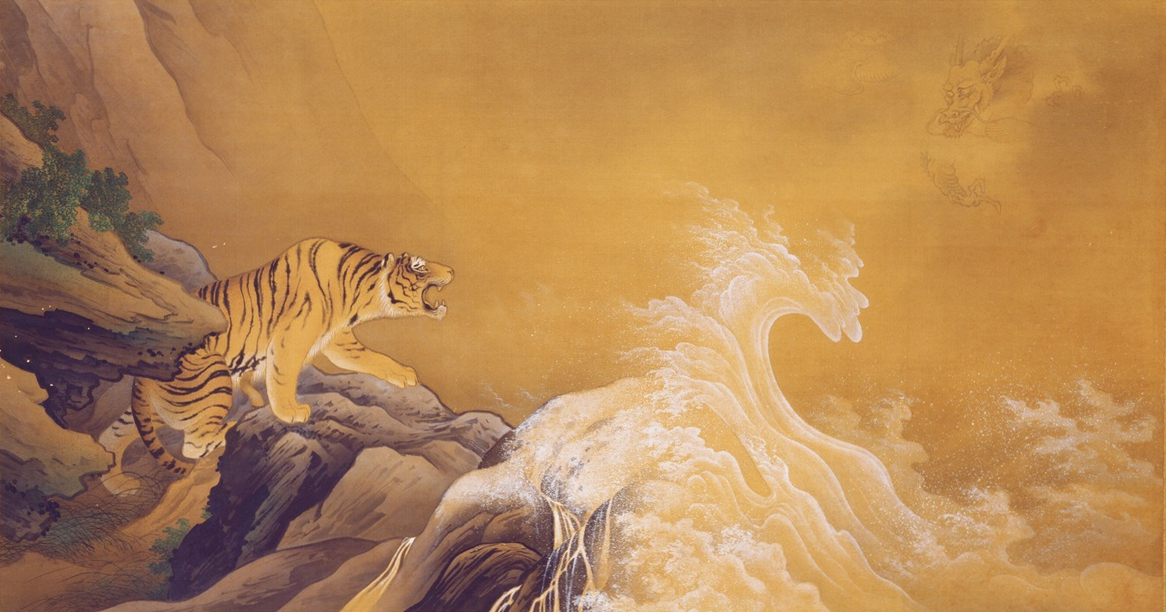
Dragon contre tigre, couleur sur soie, Hashimoto Gahō (1899).

## Sélection d'artistes

### Nihon-ga
- Kaihō Yūshō (1533-1615)
- Kanō Tannyū (1602-1674)
- Tawaraya Sōtatsu (début du XVIIe siècle)
- Iwasa Matabei (1578-1650)
- Maruyama Ōkyo (1733-1795)
- Itō Jakuchū (1716-1800)
- Sakai Hōitsu (1761-1828)

### Calligraphie asiatique
- Wang Xizhi (303-361)
- Kūkai (774-835)
- Fujiwara no Sukemasa (944-998)
- Fujiwara no Yukinari (972-1027)
- Minamoto no Shunrai (1055-1129)
- Fujiwara no Teika (1162-1241)

### Nihon-gamoderne
- Yokoyama Taikan (1868-1958)
- Kanzan Shimomura (1873-1930)
- Tomioka Tessai (1837-1924)
- Kawai Gyokudō (1873-1957)